# Charte de Paris contre le cancer
Lire en ligne

Texte de la charte en français

La Charte de Paris contre le cancer est une convention internationale qui engage les pays signataires à mieux lutter contre le cancer, notamment via un soutien à la recherche médicale, la mise en place de politiques de dépistage, ou encore le développement de mesures d'accompagnement des malades.
Le président Jacques Chirac, représentant la France, fut le premier signataire de la Charte le 4 février 2000. C'est en souvenir de cet événement que la date du 4 février a été retenue pour devenir la Journée mondiale contre le cancer.
Depuis sa première ratification, la Charte continue d'être promue par la Fondation AVEC (Association pour la Vie - Espoir contre le Cancer) créée par l'oncologue David Khayat, faisant partie des personnalités à l'origine du texte. Chaque année, la Fondation organise une soirée annuelle au Château de Versailles, à l'occasion de laquelle sont remis les « Prix de la Charte de Paris contre le cancer », visant à récompenser des personnalités engagées dans la lutte contre le cancer.

## Historique
En 1999, le professeur David Khayat décide avec plusieurs confrères d'attirer l'attention des gouvernements et de l'opinion publique sur la lutte contre le cancer,. À l'occasion d'une rencontre à Paris entre spécialistes du sujet, réunissant notamment David Khayat et les docteurs Gabriel N. Hortobagyi, Peter Harper, James F. Holland, Lawrence H. Einhorn ou encore Martine Piccart, l'idée apparaît de créer la « Charte de Paris contre le cancer », texte politique d'envergure internationale qui établit les principes généraux de la lutte mondiale contre cet ensemble de maladies considérées par l'OMS comme une cause majeure de décès dans le monde,.
Le 4 février 2000, à l'occasion du premier sommet mondial contre le cancer organisé à Paris, la Charte est signée au Palais de l'Élysée par le président de la République française Jacques Chirac, par le directeur général de l'Unesco, Kōichirō Matsuura, et par plus d'une centaine de médecins, oncologues et biologistes du monde entier,. Le texte de la Charte est ultérieurement destiné à être signé par des responsables politiques et des médecins, mais également par des malades et leurs familles.
La ratification de ce texte par le gouvernement français donne lieu à l'adoption concomitante d'un « Programme national de lutte contre le cancer » d'une durée de cinq ans, visant à renforcer la prévention, le dépistage, la qualité des soins et les droits des malades. Ce plan préfigure le premier Plan Cancer, annoncé le 23 mars 2003 par le président Jacques Chirac, mis en place entre 2003 et 2007 dans l'intention de sensibiliser l'opinion publique face au fléau du cancer et de prendre des mesures efficaces pour le vaincre,. Ce programme a donné naissance à l'Institut national du cancer.
Avec le soutien de cancérologues du monde entier et d'importantes associations, la Charte de Paris contre le cancer a été traduite dans de nombreuses langues afin de faciliter son rayonnement à l'échelle mondiale. Elle est aujourd'hui promue par la Fondation AVEC créée et présidée par le Professeur Khayat.

## Contenu de la Charte de Paris contre le cancer
La Charte de Paris contre le cancer se compose de dix articles. Ceux-ci définissent des principes et des actions à mettre en œuvre pour améliorer l'accès et la qualité des soins des malades afin d'accroître leurs chances de survie.
L’article 1 défend la dignité des malades en affirmant que « Toute personne atteinte de cancer a les mêmes droits que tout être humain ». Il s'agit d'un principe de non-discrimination visant à préserver la place du malade dans la société.
L’article 2 souligne la nécessité de changer le regard que les individus portent sur le cancer afin de ne plus porter préjudice aux patients : il convient de « redéfinir de manière indiscutable cette maladie comme une pathologie biologique potentiellement curable et non pas une condition sociale ».
L’article 3 implique, pour les signataires, de soutenir la recherche médicale contre le cancer. « Les parties s'engagent à tout mettre en œuvre pour améliorer les financements gouvernementaux et industriels de la recherche fondamentale (...) et à améliorer les conditions qui permettent aux scientifiques de travailler en toute liberté ». L'article insiste également sur l'importance de la recherche clinique pour « permettre la réalisation d’essais cliniques rapides et efficaces ».
L’article 4 invite les parties à mettre l'accent sur la qualité des soins prodigués aux malades afin de réduire les écarts statistiques observés en matière de survie. Ce principe implique d’« intensifier la formation de spécialistes en cancérologie ».
L’article 5 encourage la prévention contre le cancer, ainsi que la mise en place de campagnes de sensibilisation dans le but d'endiguer la progression rapide de la maladie prévue par l'Organisation mondiale de la santé. L'article souligne notamment l'importance de « l’éducation du public en matière de consommation de tabac ».
L’article 6 prône le développement du dépistage afin que tous les individus puissent en bénéficier « indépendamment de leur race, de leur nationalité ou de leurs conditions socio-économiques ».
L’article 7 veut améliorer la prise en charge du malade et faire de lui « un partenaire actif de la lutte contre le cancer » en renforçant ses liens avec les professionnels de la santé.
L’article 8, partant du postulat que « les probabilités de survie peuvent être affectées par l'état mental et physique du patient », requiert l'engagement des signataires en matière d'amélioration de la qualité de vie des patients « à tous les stades de la maladie », y compris « lorsque le cancer n’est pas curable ».
L’article 9 valorise la planification nationale de la lutte contre le cancer afin de mettre en place une stratégie pertinente « en fonction des ressources et des besoins locaux ».
L’article 10 encourage la mise en place d'alliances et de réseaux mondiaux, parallèlement à l'effort national demandé à l'article 9, afin d'atteindre plus efficacement l'ensemble des objectifs fixés par la Charte. Il proclame par ailleurs que le 4 février sera considéré comme la Journée mondiale contre le cancer.

## Signataires
Lors de sa ratification initiale du 4 février 2000, la Charte est signée par 156 personnalités, dont une majorité de médecins et oncologues, souvent directeurs d'instituts médicaux spécialisés en cancérologie. Sur le plan diplomatique, outre Jacques Chirac et Kōichirō Matsuura (Unesco), la charte est également signée par Jean Tiberi (maire de Paris), Elie Wiesel (Prix Nobel de la Paix 1986), ou encore la princesse Chulabhorn de Thaïlande. Au total, les signataires sont issus d'une trentaine de pays différents. Quelques mois plus tard, en juillet 2000, la charte est également signée par le cycliste Lance Armstrong à l'issue du Tour de France 2000.
Plusieurs États rejoignent à leur tour la Charte au cours des années suivantes, notamment la Tunisie en 2006, l'Ukraine en 2007, la principauté de Monaco en 2008, l'Ouzbékistan en 2010 ou encore le Kazakhstan en 2011.

## Prix de la Charte de Paris contre le cancer
La Fondation AVEC, chargée de la promotion de la Charte de Paris contre le cancer, organise chaque année une soirée caritative qui se tient au Château de Versailles, le lieu étant gracieusement mis à disposition de la Fondation AVEC par l'Etat français. Ces soirées réunissent plusieurs centaines de convives, dont des célébrités issues du monde de la musique, du cinéma, de la politique ou des affaires. À cette occasion, la fondation décerne les « Prix de la Charte de Paris contre le cancer », qui récompensent chaque année plusieurs personnalités ayant fait preuve de leur engagement en faveur de la lutte contre le cancer.
Parmi les récipiendaires du prix se trouvent notamment des scientifiques ou des directeurs d'instituts ayant pu faire avancer la recherche sur le cancer, des dirigeants de fondations ou d'associations consacrées à l'accompagnement des malades, ainsi que d'importants donateurs,. Le prix a notamment été décerné en 2010 à la princesse du Maroc Lalla Salma, présidente de la Fondation Lalla Salma de lutte contre le cancer, en 2012 à François Pinault, ou encore en 2019 à Alain Toledano, fondateur et président de l'Institut Rafaël.